# Syllogisme
Een syllogisme of sluitrede is in de logica een redenering, die bestaat uit drie proposities: een majorpremisse, een minorpremisse en een conclusie. De proposities bevatten een minorterm of subject, een majorterm of  predicaat en een middenterm. In syllogismen komen vier soorten proposities voor:
- Universeel bevestigend (A)
- Particulier bevestigend (I)
- Universeel ontkennend (E)
- Particulier ontkennend (O)

Er zijn 256 verschillende types syllogismen maar slechts 24 geldige. Een redenering op basis van deze syllogismen heet categorische deductie.

## Voorbeelden
Een bekend voorbeeld van een syllogisme is de volgende geldige redenering:
Alle mensen zijn sterfelijk (majorpremisse)
Socrates is een mens (minorpremisse)
Socrates is sterfelijk (conclusie)
Dit syllogisme is een geldige redenering, omdat de conclusie noodzakelijkerwijs voortvloeit uit de voorafgaande premissen. De majorpremisse is universeel bevestigend en de minorpremisse en conclusie zijn particulier bevestigend. Socrates is de minorterm, mens is de middenterm en sterfelijk is het predicaat. De conclusie is waar omdat de voorafgaande premissen ware beweringen zijn.
In de retorica van Aristoteles is een enthymeem een retorisch syllogisme.
Nog een voorbeeld:
Alle deelnemers aan Wikipedia heten Piet (eerste premisse)
Ik ben deelnemer aan Wikipedia (tweede premisse)
Ik heet Piet (conclusie)
Deze redenering is (formeel) geldig, want de conclusie vloeit noodzakelijk voort uit de twee premissen. Je zou kunnen denken dat de conclusie niet waar is, maar in de premisse (= hetgeen we per definitie voor waar aannemen) staat dat alle deelnemers aan Wikipedia Piet heten, dus MOET de conclusie logisch gezien waar zijn, ook al zegt ons verstand dat de betekenis van de conclusie niet waar KAN zijn.
Een voorbeeld van een ongeldig syllogisme:
Alle auto's die na 1994 zijn gebouwd hebben een katalysator (eerste premisse)
Mijn auto heeft een katalysator (tweede premisse)
Mijn auto is gemaakt na 1994 (conclusie)
Deze redenering is (formeel) ongeldig, want de conclusie wordt impliciet getrokken uit "Alle auto's die uiterlijk in 1994 zijn gebouwd hebben geen katalysator" (en "mijn auto heeft een katalysator"). Dit is echter geen geldige inversie van de majorpremisse, want er kan best een auto uit 1993 zijn die wel degelijk een katalysator heeft. De eerste premisse impliceert niet dat alléén auto's die na 1994 zijn gebouwd een katalysator hebben.

## Plaats van de syllogistiek in de logica
Tot in de negentiende eeuw was de Aristotelische logica, waar de syllogistiek de technische inhoud van vormt, het enige gehanteerde systeem. Sindsdien heeft Boole de propositielogica en later (1879) Frege de predicatenlogica ontwikkeld. De propositielogica heeft taalkundig een andere benadering dan de syllogistiek: zij kent geen predicaten, maar wel connectieven. Zowel de syllogistiek als de propositielogica zijn te interpreteren binnen de predicatenlogica.